# Каппа Водолея
Каппа Водолея (лат. κ Aquarii), 63 Водолея (лат. 63 Aquarii), HD 214376 — двойная звезда в созвездии Водолея на расстоянии приблизительно 220 световых лет (около 67 парсеков) от Солнца. Видимая звёздная величина звезды — +5,03m.

## Характеристики
Первый компонент — оранжевый гигант спектрального класса K1III или K2III. Масса — около 1,25 солнечной, радиус — около 13 солнечных, светимость — около 60 солнечных. Эффективная температура — около 4586 К.
Второй компонент — красный карлик спектрального класса M2V. Удалён на 98,3 угловых секунды.